# 11015 Romanenko
A 11015 Romanenko (ideiglenes jelöléssel 1982 SJ7) a Naprendszer kisbolygóövében található aszteroida. Nyikolaj Sztyepanovics Csernih fedezte fel 1982. szeptember 17-én.